# 공숙공 정괄 묘역
공숙공 정괄 묘역은 대한민국 경기도 김포시 대곶면 약암리에 있다. 2013년 12월 11일 김포시의 향토유적 제15호로 지정되었다.

## 개요
공숙공(恭潚公) 정괄(鄭佸, 1435~1495)은 조선 전기 성종(成宗) 대의 대표적 문신으로 형조판서 등을 거쳐 의정부 좌의정을 역임하였다. 자는 경회(慶會)이며 본관은 동래(東萊)이다. 공숙공 묘역은 부인 정경부인 이씨(李氏)의 묘소와 함께 김포시 대곶면 약암리에 위치하고 있다. 대곶면 약암리 약산은 정괄의 부인인 정경부인 양성이씨의 처가가 있는 곳으로 정괄 묘역은 조선 전기 김포 지역에서 일어난 사대부 가문의 혼인을 통한 거주 이동(처가입향)의 일면을 잘 보여주는 문화유산이다. 또한 정괄 묘역은 조선 전기 사대부 가문의 묘제에 따라 충실하게 구성되어 있다. 계체석(階?石)으로 상부의 계절(階節)과 하부의 배계절(拜階節)을 분리하고, 배계절을 다시 두 단으로 분리하여 상단에는 남쪽에 묘갈을 놓고, 하단에는 장명등과 문인석 4기를 설치하였다. 정괄의 사후 2년 뒤인 1497년 세워진 묘갈은 조선 전기에 유행하였던 이수방부(?首方趺)의 양식으로 머릿돌에는 운문에 싸인 용 한 마리가 여의주를 올려다보는 모습이 새겨져 있다. 복두공복형의 문인석과 장명등 역시 조성 당시의 것으로 조선 전기의 제작 양식을 잘 보여준다.

## 지정 사유
숙공 정괄 묘역은 조선 전기 문신인 정괄(鄭佸, 1435~1495)의 묘로 15세기말 사대부 묘역 구성 및 석물을 확인할 수 있으며, 조선 전기 처가입향(妻家入鄕)을 통해 묘가 위치한 예로 당시의 사회적 풍습을 알 수 있는 유적으로 가치가 인정되어 향토유적으로 지정한다.

## 같이 보기
- 정괄